# Свириденко, Юрий Яковлевич
Юрий Яковлевич Свириденко — российский учёный в области маслоделия и сыроделия, академик РАСХН (2012), академик РАН (2013).

## Биография
Родился 30.08.1949 г. в с. Парфеново Топчихинского района Алтайского края. Окончил Московский государственный педагогический институт им. В. И. Ленина (1971).
- инженер-почвовед Алтайско-Кулундинского производственного объединения.
- 1973—1977 младший (1973—1974), старший (с 1974) научный сотрудник Алтайского филиала Всесоюзного НИИ маслодельной и сыродельной промышленности,
- 1977—1989 младший научный сотрудник (1977—1979), заместитель заведующего (1979—1980), заведующий отделом биохимии (1980—1989) Всесоюзного НИИ маслодельной и сыродельной промышленности.
- 1989—1998 заместитель генерального директора по научной работе Всероссийского НИИ маслоделия и сыроделия.
- 1998—1999 заместитель начальника Управления агропромышленного комплекса и природопользования администрации Угличского муниципального округа.
- 1999—2017 директор Всероссийского НИИ маслоделия и сыроделия (с 2017 г. филиала ФГБНУ «Федеральный научный центр пищевых систем им. В. М. Горбатова» РАН).

Руководил разработкой научных основ и технологий регулирования процесса вкусообразования сыров и ускорения их созревания.
Доктор биологических наук (1999), профессор (2001), академик РАСХН (2012), академик РАН (2013).

## Награды
Награждён медалью ордена «За заслуги перед Отечеством» II степени (2011).

## Публикации
Опубликовал более 300 научных работ. Получил около 40 авторских свидетельств и патентов на изобретения.
Публикации:
- Функциональные свойства белков молочной сыворотки и их модификация: обзор. информ. / соавт.: В. М. Козлова и др. — Углич, 2001. — 38 с.
- Сырная паста функционального назначения / соавт.: И. А. Шергина и др. // Материалы науч.-практ. конф. «Приоритет. направления комплекс. науч. исслед. в обл. пр-ва, хранения и перераб. с.-х. продукции». Углич, 2005. С. 394—397.
- Особенности производства сыра и масла в современных условиях // Сыроделие и маслоделие. 2006. № 2. С.2-3.
- Состояние и перспективы производства плавленых сыров / соавт. А. В. Дунаев // Сыроделие и маслоделие. 2009. № 4.С.7-11.
- Эффективный подход к переработке молочной сыворотки / соавт. Т. Д. Волкова // Молоч. пром-сть. 2012. № 7. С. 44-46.
- Перспективная технология управления созреванием сыров методами биотехнологии // Сыроделие и маслоделие. 2016. № 3. С. 41-43.